# Методи Филчев
Методи Филчев Илиев е български хореограф.

## Биография
Роден е на 10 февруари 1956 г. във Видин. Средно образование завършва в родния си град, а висше в СССР, след което специализира хореография и режисура в сферата на танцовото изкуство и масовите изяви. Изявява се и като сценарист на танцови спектакли. Започва работа като хореограф и ръководител на самодейни танцови състави в ОУ „Боян Чонос“ – Видин през 1980 г., след това в СПТУ по селско стопанство в Дунавци (1981 и 1993), „Дунай-Росия“ – Оренбург (1986 – 1990), СПТУ „Вела Пискова“ – Видин (1991), ОУ „Софроний Врачански“ – Видин (1992 – 1994), а след 1994 г. в Танцов състав за ромски обреди, обичаи и български народни танци „АНСЕЛ“. Организатор, сценарист и режисьор е на 16 издания на Международния етнофест под мотото „Всички заедно можем повече“, провеждан без прекъсване от 2002 до 2018 г.
Председател е на Сдружение „Културен център за социална демокрация и защита правата на човека“ и член на Националния и Областен съвет за сътрудничество по етническите и интеграционни въпроси и на Комисията по култура и медии на Националния съвет.
Носител на множество национални, регионални и местни отличия и награди от фестивали, прегледи на танцовото изкуство и фолклорни празници и за принос за развитието на междуетническото сътрудничество, както и на орден „Св. св. Кирил и Методий“ II степен (2020).